# 곽법경
곽법경(郭法鏡, 1877년 10월 26일 ~ ?)은 한국의 승려이다. 법경(法鏡)은 호이며, 본명이나 법호는 알려져 있지 않다. 본관은 현풍이다.

## 생애
현재의 경기도 안성시인 경기도 죽산군 출신이다. 12세 때인 1889년 경기도 양주군(현재의 서울특별시 도봉구) 도봉산의 망월사에서 출가하여 불교 승려가 되었다. 어릴 때부터 매우 총명하였으며, 다년간 수행으로 학식까지 쌓아 1903년 경상북도 문경에서 대강백에게 법경이라는 호를 받고 강석에 올라 강설을 진행했다.
이후 선(禪) 수행을 하고 1912년 전라북도 전주에 포교당을 설립하고 포교사가 되었는데, 신도들이 인산인해를 이룰 정도로 그의 법문은 인정을 받았다. 1916년에는 전북 대본산인 위봉사의 주지 자리에 올랐다. 위봉사 주지로는 1925년까지 9년간 재임했으며, 이 기간 중 친일 행적이 있다.
1917년 일본불교시찰단의 일원으로 일본을 방문했을 때, 메이지 천황의 능을 방문하고 메이지의 은혜가 무겁다는 내용의 찬양시를 써서 발표했다. 조선총독부의 지원으로 조직된 시찰단은 메이지 천황릉과 이세 신궁, 도요토미 히데요시의 무덤을 참배했고, 여기에 참가한 인물들은 모두 후에 친일 행적을 보였다.
1919년 삼십본산연합사무소 상치원, 1922년 10대본산 임시총무원 총무원장과 중앙교무원 학무부 이사 등의 행정직을 맡았다. 8년째 위봉사 주지로 재직하던 1924년, 세칭 "매불(買佛) 사건"이 일어났다. 이 사건은 위봉사 산하에 있다가 폐사가 된 옥구군 보천사의 건물 및 불상을 곽법경이 일본인에게 몰래 매각한 사건으로, 불교계의 반발이 심했다. 개인적으로 사찰 재산을 횡령해 축재한 사실도 밝혀지자, 이듬해 곽법경은 위봉사의 장부 등을 챙겨 잠적해 버렸다.
도망친 곽법경은 경성부 시내 안국동에 선학원(禪學院)을 세우고 원주를 맡았고, 1926년 일정한 직업이 없는 일본인들과 어울려 일선융화를 표방하며 조선불교혁신회라는 단체를 조직했다. 곽법경의 주장은 불교 법당 안에 석가모니, 메이지 천황, 대한제국 고종을 함께 안치하여 정교일치의 국가를 건설하자는 것이었다. 급기야 이와 같은 내용을 적은 건의서를 소지하고 일본에 건너가 정계에 제출하려다 실패했으며, 일본에 체재하는 불교청년들은 그를 "괴승", "불량승도(不良僧徒)"로 부르며 성토대회를 열기까지 했다.
이후 약 10년간 모습을 드러내지 않다가 1930년대에 총독부가 종교계를 중심으로 벌인 심전개발 운동에 동참하면서 다시 불교계에 나타났다. 1935년 전북 김제군에서 열린 심전개발 순회 강연에 참여한 후 더 이상 기록에 등장하지 않는다.

## 사후
민족문제연구소가 2008년에 공개한 친일인명사전 수록예정자 명단 중 불교 부문에 포함되었다. 2007년 대한민국 친일반민족행위진상규명위원회가 선정한 친일반민족행위 195인 명단에도 들어 있다.

## 같이 보기
- 위봉사

## 참고자료
- 친일반민족행위진상규명위원회 (2007년 12월). 〈곽법경〉 (PDF). 《2007년도 조사보고서 II - 친일반민족행위결정이유서》. 서울. 1902~1910쪽쪽. 발간등록번호 11-1560010-0000002-10. [깨진 링크(과거 내용 찾기)]
- 임혜봉 (2005년 3월 1일). 〈곽법경 : 일본 유학승들이 격렬하게 성토한 친일 괴승〉. 《친일 승려 108인》. 서울: 청년사. 42~48쪽쪽. ISBN 9788972783848.